# Neumagen
Der Neumagen ist ein rund 26 Kilometer langer linker Nebenfluss der Möhlin im Landkreis Breisgau-Hochschwarzwald. Von seinen höchstgelegenen Quellen bis zur Mündung beträgt das Gesamtgefälle rund 940 Höhenmeter. Von den Flüssen auf der Westseite des Südschwarzwalds weist er den höchsten Gefällegradienten auf.

## Name
Der Fluss wurde im 10. Jahrhundert als Niumaga zum ersten Mal urkundlich erwähnt.
Der Name stammt aus dem keltischen und lautete vermutlich ursprünglich Noviomagus (ebenso wie beispielsweise der von Nijmegen, Ulpia Noviomagus Batavorum). Er geht zurück auf das keltische Wort magos für „Feld“, „Ebene“ und das keltische Adjektiv novios für neu. Die Endung wurde von -os zu -us romanisiert. Am Unterlauf des Neumagen sind verschiedene römische Siedlungsstellen archäologisch belegt.
Im Oberlauf bis Spielweg wurde der Fluss ursprünglich Britznach genannt. Dieser wird 902 als Brizina erstmals urkundlich erwähnt. Sein Name leitet sich entweder von einem Personennamen *Britzo ab oder hat als keltischer Flussname *Brigetenā die Bedeutung „Bergbach“.

## Geographie

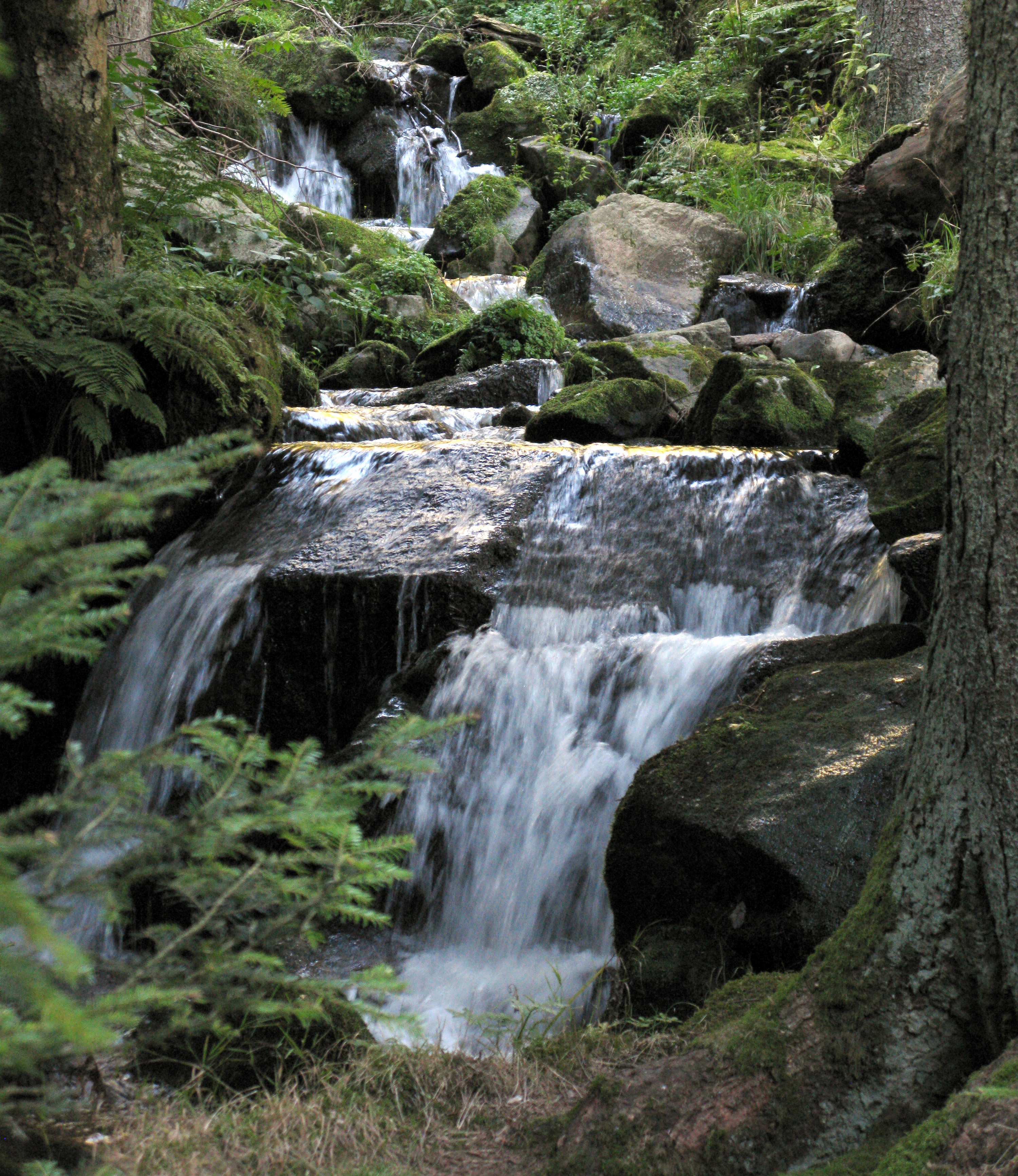
Oberlauf im Stohrental

### Verlauf und Tallandschaft
Das Tal des Neumagen im Schwarzwald wird Münstertal genannt und ist Namengeber für die heutige Gemeinde Münstertal/Schwarzwald.
Der Neumagen entspringt südwestlich des Schauinsland in hochgelegenen Wiesentälern beim Weiler Obere Willnau und nimmt dann, zunächst in steilen, bewaldeten Kerben hinabstürzend, eine generell südwestliche Richtung auf. Ab der Einmündung des kaum kleineren Hörhalderbaches durchfließt der Bach eine breitere Talsohle mit Wiesen. An der Mündung des wiederum kaum kleineren Stampfebaches von Süden bei Spielweg („Wegegabel“) tritt er in die dichter besiedelte Talschaft Obermünstertal ein. Mit dieser erreicht der Neumagen unterhalb des Klosters St. Trudpert an der Stelle der ehemaligen Bergbaustadt Münster die Talschaft Untermünstertal und mit ihr den fast ebenbürtigen Talbach aus dem oberen Untermünstertal. Er stürzt von den bis zu 1000 Meter aufragenden Nordosthängen des Belchenmassivs herab. Das von nun an nordwestwärts gerichtete, breite Tal ist auf den folgenden 5 Kilometern auffallend geradlinig begrenzt und tritt bei der Kleinstadt Staufen im Breisgau in die Rheinebene aus. Die Talsohle geht dort in einen ausgedehnten Schwemmfächer über, den der Fluss über niedrige Hügel der Vorbergzone hinweg und in die Rheinebene hinaus geschüttet hat.
Das Bett des Neumagen ist bis zur Mündung in die Möhlin auf dem Gebiet der Gemeinde Bad Krozingen seit dem 18. Jahrhundert begradigt, zunächst veranlasst durch die zwischen 1708 und 1748 nachweisbare Flößerei, später vor allem zum Schutz vor Hochwasser. Die ehemaligen Stromrinnen des Flusses gliedern wie auch das heutige Bett mit ihren Gehölzsäumen die weiträumige, von Ackerflächen geprägte Ebene.

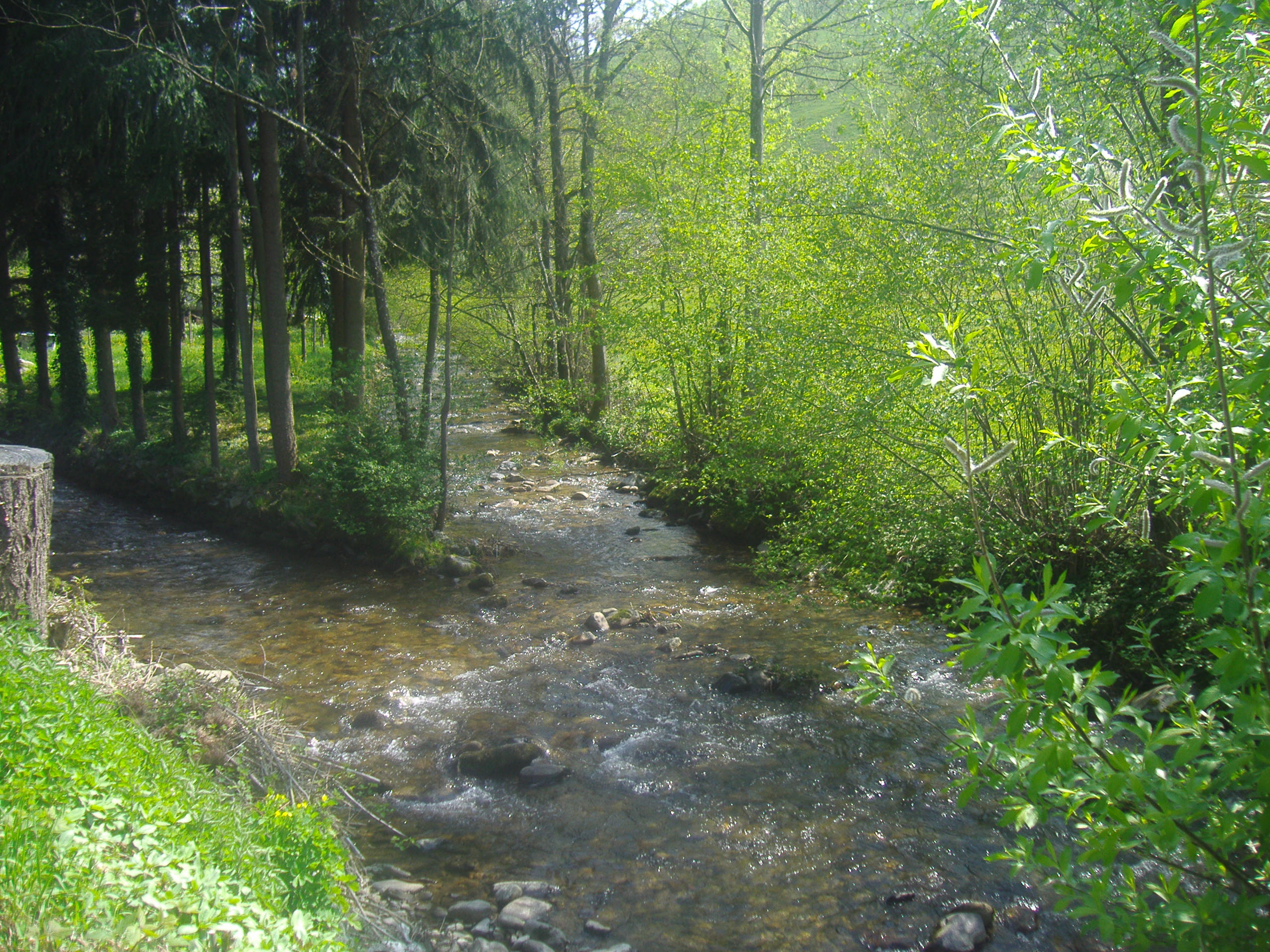
Mündung des Talbachs (rechts, aus dem oberen Untermünstertal) in den Neumagen (aus dem Obermünstertal)

### Einzugsgebiet
Das Einzugsgebiet des Neumagens ist etwa 83,4 km² groß und liegt, von einem nur schmalen und kleinflächigen Gebietsschlauch um den Unterlauf in der Oberrheinischen Tiefebene abgesehen, im südlichen Schwarzwald. Die größten Höhen liegen an der östlichen und südöstlichen Wasserscheide, mit einem Maximum von 1281,8 m ü. NHN auf dem Trubelsmattkopf über dem Ursprung des Zuflusses Hörhalderbach.
An das des Neumagens grenzen reihum die Einzugsgebiete der folgenden Nachbargewässer an:
- Im Nordosten entwässern die Hänge auf der Gegenseite letztlich zur Dreisam, vor allem über deren Zufluss Brugga;
- die Wasserscheide im Südosten verläuft zur Wiese;
- im Süden grenzt auf nur kurzem Abschnitt das Einzugsgebiet des Klemmbachs an;
- im Südwesten fließt jenseits noch im Schwarzwald der Sulzbach wie der vorige zum Rhein, während weiter abwärts in der Tiefebene Abzweige des Neumagens ihr Wasser zur Möhlin unterhalb der Neumagen-Mündung führen;
- im Norden konkurriert die Möhlin.

### Zuflüsse und Abzweige
Von der Quelle zur Mündung. Ohne Mühlkanäle. Daten nach der amtlichen Gewässerkarte.
- Drehbächle, von links, 1,8 km
- Sägebach, von rechts, 2,1 km
- Sonnhaldenbächle, von rechts, 1,5 km
- Hörhalderbach, von links bei Sorbaum, 3,8 km und 4,0 km²
- Eisengraben, von links vor Spielweg, 1,0 km
- Stampfebach, von links auf 541,8 m ü. NHN in Spielweg, 4,9 km und 10,6 km²
- Gassengraben, von rechts gegen Ende von Spielweg, 0,9 km
- (Bach vom Brandenberg), von links am Ende von Spielweg, 0,7 km
- Steinbrunnen, von rechts gegenüber Wolfsgarten, 0,8 km
- Vogtslochbach, von rechts bei Vogelsang, 1,0 km
- Stollbächle, von links nach Vogelsang, 1,4 km
- Stollbach, von links nahe Bühl, 2,0 km
- Laitschenbach, von rechts bei Laitschenbach, 0,8 km
- (Bach aus dem Lettgrund), von rechts bei Neubruck in einen Mühlkanal, 0,7 km
- Pfaffenbach, von links auf 413,3 m ü. NHN bei Prestenberg, 2,8 km
- Münstergrundbächle, von links in Prestenberg, 1,8 km
- Gufenbach, von links in Münster, 1,2 km
- Talbach, von links auf 372 m ü. NHN bei Untermünstertal, 6,5 km mit Oberlauf Langenbach und 26,9 km²
- (Bach aus dem Woogenbrunn), von links gegenüber Wasen, 1,0 km
- Riggenbach, von rechts auf 353,9 m ü. NHN vor Hof, 3,0 km und 2,8 km²
- Wildsbach, von links in Hof, 1,3 km
- Diezelbach, von rechts bei Etzenbach, 2,1 km
- Kropbach, von links auf 321,3 m ü. NHN bei Kropbach, 3,9 km und 3,7 km²
- → (Abgang des Eschbachs), nach links kurz nach dem vorigen nahe Kropbach, 11,2 km und 14,9 km²; mündet am Gewerbepark Breisgau von rechts in den untersten Sulzbach
- Tirolergrundbach, von rechts bei Porche, 1,2 km und 1,0 km²
- Sahlenbach, von links bei Sahlenbach nach Querung eines Mühlkanals, 3,1 km
- Höllenbergbach, von rechts nach Sägmühle, 0,7 km und über 0,2 km²

## Nutzungen
Der heute idyllische Lauf im Münstertal lässt kaum noch erkennen, wie stark die Wasserkraft des Neumagen bereits im Mittelalter durch Seitenkanäle für den Bergbau und die Weiterverarbeitung des Erzes genutzt wurde. Als Folge dieser Nutzung weisen heute Sedimente oder vom Fluss angeschwemmte Böden eine erhöhte Konzentration von Schwermetallen auf.
2015 wurde auf Gemarkung Staufen im Neumagen ein Wasserkraftwerk errichtet, das im Jahr 1,3 Millionen Kilowattstunden Strom produziert und zusammen ca. 400 Haushalte versorgt.

## Wasserführung und Abflussmerkmale

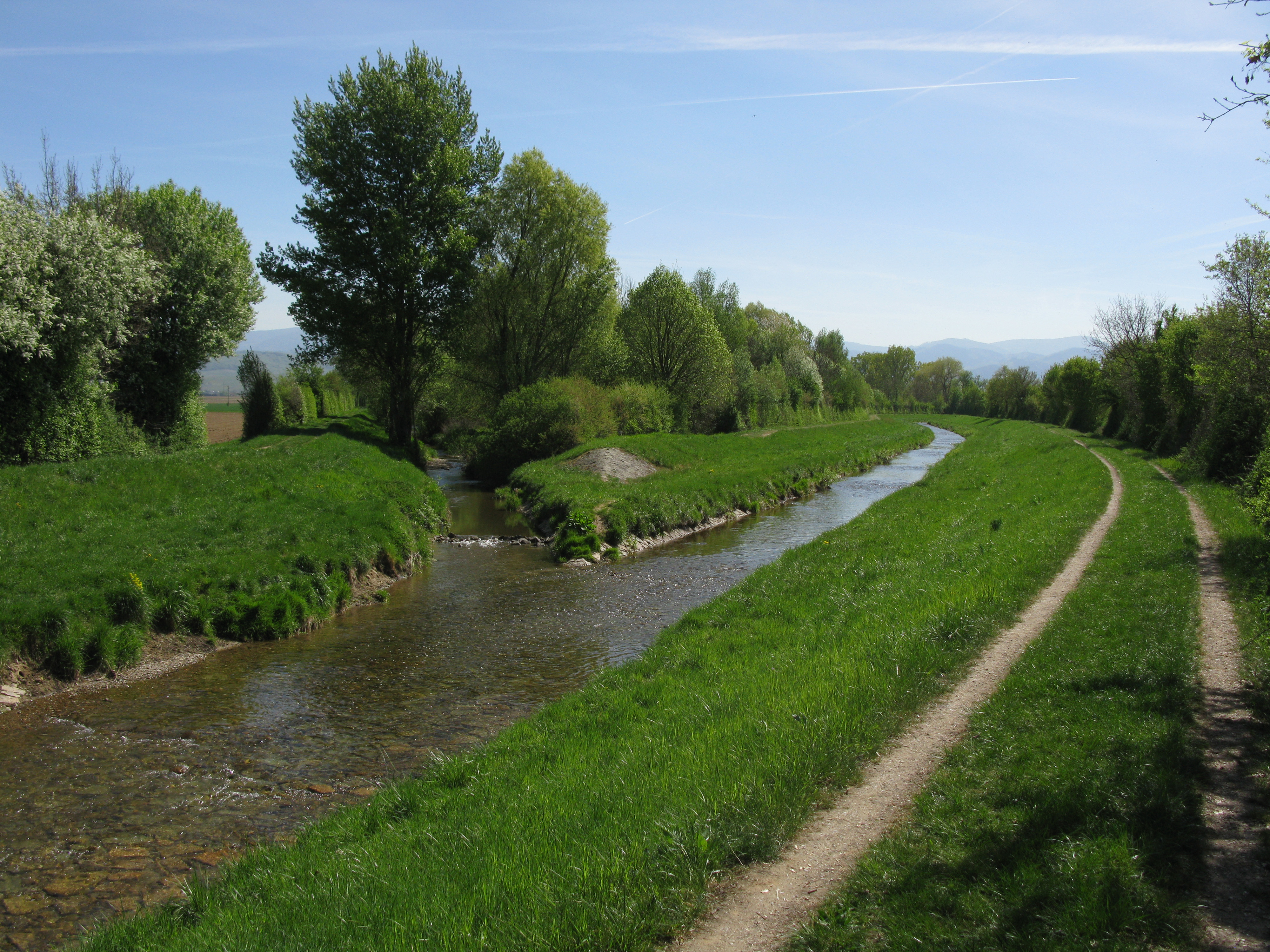
Zusammenfluss von Möhlin (links) und Neumagen

Der Neumagen erreicht die Möhlin nach Verzweigungen und mit verminderter Wasserführung durch die (besonders im Sommer sichtbaren) Versickerungsverluste in den sandig-kiesigen Untergrund seines Schwemmfächers. Die Möhlin erschien so vor der Kanalisierung trotz ihrer weit geringeren Wasserführung als der Hauptfluss, zumal ihr zuvor am Fuß des Neumagen-Schwemmfächers auch versickertes Wasser des Neumagen zutritt. Der Neumagen hat an der Mündungsstelle eine mittlere Wasserführung von 1,88 m³/s, die Möhlin eine von 0,85 m³/s.
Durch die Versickerungen in den Schottern der breiten Talsohle und besonders in der Oberrheinebene kann die sommerliche Niedrigwasserführung extrem gering sein (bis hinunter zu 0,1 m³/s) im Untermünstertal; ab Oberkrozingen kann es zum vollständigen Austrocknen kommen wie in den Jahren 1976, 1983, 1989, 1990, 2003 und 2011, seit 2015 fällt das Flussbett regelmäßig für teilweise mehrere Wochen trocken. Dagegen kann der Neumagen aufgrund des geringen Speichervermögens der Gebirgsböden und der Steilheit der Hänge in seinem Einzugsgebiet nach Gewitterniederschlägen oder im Zusammenhang mit der Schneeschmelze gefährlich schnell über die Ufer treten.